# إيلونا غوسنباور
إيلونا غوسنباور (بالألمانية: Ilona Gusenbauer) هي منافسة ألعاب القوى نمساوية، ولدت في 16 سبتمبر 1947 في غومرسباخ في ألمانيا.

## وصلات خارجية
- إيلونا غوسنباور على موقع الاتحاد الدولي لألعاب القوى (الإنجليزية)
- إيلونا غوسنباور على موقع اللجنة الأولمبية الدولية (الإنجليزية)
- إيلونا غوسنباور على موقع أوليمبيديا (الإنجليزية)